# Уряд Російської Федерації
Уряд Росії (рос. Правительство Российской Федерации) — найвищий федеральний орган виконавчої влади Росії, відповідно до статті 110 Конституцій держави.
Черговий уряд РФ сформовано 21 січня 2020 року, прем'єр-міністром став Михайло Мішустін.

## Діяльність
Статус уряду Російської Федерації визначений в розділі 7 Конституції Російської Федерації. Уряд Російської Федерації складається з голови уряду Російської Федерації, заступників голови уряду Російської Федерації і федеральних міністрів (стаття 110 Конституцій РФ).
У результаті адміністративної реформи 2004 року уточнений статус і розподіл функцій між федеральними міністерствами, службами і агентствами. Крім того, федеральні органи виконавчої влади розділені на ті, що знаходяться у віданні президента (так звані силові відомства) й уряду.

## Уряд РФ

### Голова уряду
Голова уряду РФ призначається президентом РФ з відома Державної думи. У спірних питаннях (після триразового відхилення представлених кандидатур) президент призначає голову уряду, розпускає Державну думу і призначає нові вибори.

### Уряд Мішустіна
- Прем'єр-міністр — Михайло Мішустін[4]
- перший заступник глави уряду — Денис Мантуров
- віце-прем'єр — керівник апарату уряду — Дмитро Григоренко
- віце-прем'єри: Марат Хуснуллін, Дмитро Чернишенко, Юрій Борисов, Вікторія Абрамченко, Тетяна Голікова
- віце-прем'єр — повноважений представник в Далекосхідному федеральному окрузі — Юрій Трутнєв
- Міністр внутрішніх справ — Володимир Колокольцев
- міністр оборони — Андрій Бєлоусов
- міністр закордонних справ — Сергій Лавров
- міністра фінансів — Антон Сілуанов
- міністр енергетики — Сергій Цивільов
- міністр промисловості й торгівлі — Антон Аліханов
- міністр сільського господарства — Оксана Лут
- глава МНС — Олександр Куренков

### Будівля
Будинок Уряду РФ розташовано на березі Москви-ріки в Москві, за адресою: Краснопресненська набережна, будинок 2.